# NGC 2573
NGC 2573 è una galassia a spirale (barrata?) situata nella costellazione dell'Ottante, a una distanza di circa 119 milioni di anni luce dalla nostra Via Lattea.

## Scoperta
La galassia è stata scoperta il 29 marzo 1837 dall'astronomo britannico John Herschel.

## Descrizione
È l'oggetto del New General Catalogue più vicino al Polo Sud celeste e per questo è conosciuta anche con il nome di Polarissima Australis.
NGC 2573 ha una classe di luminosità III-IV e presenta una larga riga a 21 cm dell'idrogeno neutro.
Wolfgang Steinicke e Seligman la classificano come galassia a spirale barrata, anche se nelle immagini la barra non è evidente. NASA/IPAC la considera invece una galassia a spirale intermedia.